# Nathan Petter Herman Persson
Nathan Petter Herman Persson (Gotemburgo, 1893 - Estocolmo, 1978) fue un médico, botánico y briólogo sueco.
Realizó extensas expediciones botánicas por las islas del África Occidental (Azores, Madeira) y por Europa (Noruega, y Suecia).

## Biografía
Cuando todavía era estudiante en la Universidad de Upsala, publicó dos artículos sobre los resultados de sus investigaciones briológicas. En 1915, tomó su primer título en ciencias (incluyendo de botánica), y luego estudió medicina, completando sus estudios en la Universidad de Estocolmo en 1924. Después de graduarse, trabajó durante un breve periodo de tiempo en un Sanatorio para tuberculosos, pero no encontró la vida médica a su gusto, y durante muchos años no cobraba su trabajo, dedicando su tiempo a la botánica como aficionado.
En 1939, se convirtió en conservador del herbario de briófitas en el Jardín Botánico de Gotemburgo. En 1941 se mudó a Estocolmo y estuvo a cargo del Herbario de briófitas del Museo Riksmuseum hasta su jubilación en 1963, y continuó
trabajando allí de forma voluntaria a tiempo parcial hasta su muerte.
- La abreviatura «Perss.» se emplea para indicar a Nathan Petter Herman Persson como autoridad en la descripción y clasificación científica de los vegetales.[5]